# Als Fjord
Als Fjord är en fjord i Danmark. Den ligger i Region Syddanmark, i den södra delen av landet. Als Fjord sammanlänkar Lilla Bält med Als Sund och skiljer ön Als från fastlandet.